# 森真奈美
森 真奈美 (もり まなみ、1996年6月14日 - ）は、日本のフリーアナウンサー、長崎県諫早市出身の元テレビ長崎（KTN）アナウンサー（2020年9月の再編まではヨジマル!班（制作部）所属）、夫は俳優の石垣佑磨。

## 来歴
1996年6月14日 生まれ。長崎県諫早市出身。
長崎県立長崎南高等学校時代は、長崎がんばらんば国体（第69回国民体育大会） の少年女子共通やり投で 49m13 で5位に入賞。福岡大学スポーツ科学部スポーツ科学科 に進学し、陸上競技部槍投チームに所属した。
DAZNガールや雑誌「LIRY」のモデル、また映画やテレビ番組にも出演するなど学生時代にも活動していた。
2019年10月1日にテレビ長崎の夕方情報番組『ヨジマル!』に出演し、2020年10月に左記番組が『マルっと!』になるにあたりアナウンス業務が「アナウンス部」に統合されてからも出演している。2022年3月31日をもって退社し、フリーアナウンサーとなった。
2022年8月28日、俳優の石垣佑磨と結婚。2023年2月17日に第1子男児の出産を発表した。

## 出演番組
- マルっと!
- ヨジマル!
- KTNニュース